# 岩手県種市町妻子5人殺害事件
岩手県種市町妻子5人殺害事件（いわてけんたねいちまち さいしごにんさつがいじけん）は、1989年（平成元年）8月9日朝に日本の岩手県九戸郡種市町（現：洋野町種市）にあった民家で発生した大量殺人事件。
元漁船員の男K（事件当時42歳）が就寝中の妻子5人を「マキリ」と呼ばれる漁業用の刃物で刺殺した。Kは殺人罪に問われ、刑事裁判の第一審で無期懲役、控訴審で死刑の判決を言い渡されたが、上告中の1992年（平成4年）に病死した。

## 概要
犯人は元漁船員の男K・H（以下「K」と表記）で、被害者はKの妻である女性A（当時37歳）と、K・A夫婦の長女B（同14歳：種市町立種市中学校3年生）、長男C（同13歳：種市中学校1年生）、次男D（同10歳：種市町立種市小学校5年生）、三男E（同5歳：種市保育園児）の母子5人である。
Kは事件前に漁船員として働いていたが、船主・船頭との関係がうまく行かなかったことなどから漁船を下り、そのことを咎めた妻に暴力を振るったことがきっかけで離婚話が浮上した。その後は一時期こそ真面目に働くようになったが、再び仕事の不満から漁船を下りて妻と喧嘩になったことから、このままでは妻が4人の子供を連れて実家に帰ってしまうと考えた。そのため、Kはこのまま1人になるならいっそ妻子を皆殺しにしようと決意し、日本酒を多量に飲んだ上で、就寝中の妻子5人を漁業用の刃物「マキリ」で刺殺した。その後、Kは自殺を考えたが決行せず、事件4日後に自首して逮捕された。
刑事裁判で被告人Kは殺人罪に問われ、第一審の論告求刑公判では盛岡地検の検察官が事件を「岩手県の犯罪史上最大の悪質重大事件」と評し、被告人Kに死刑を求刑した。盛岡地裁は1990年（平成2年）11月、Kが真剣に自殺を考えた上で無理心中を図ったものであるとして検察官の死刑求刑を退け、被告人Kに無期懲役の判決を言い渡した。しかし検察官が控訴したところ、仙台高裁は1992年（平成4年）6月、Kが事件後に真剣に自殺しようとした形跡はなく、反省の色も薄いとして原判決を破棄自判し、Kに死刑判決を言い渡した。被告人Kは控訴審の死刑判決を不服として最高裁に上告していたが、上告中の1992年10月に病死したため、事件は公訴棄却となった。
種市町で発生した殺人事件は、1985年（昭和60年）に病苦の母親が子供2人を絞殺した無理心中事件以来であった。また岩手県で戦後に発生した殺人事件（無理心中を含む）で、5人が殺害された事例はこの事件が初である。仙台高裁 (1992) は判決理由で、事件は新聞・テレビなどで大きく報道され、地域住民（特に殺害された中学生から保育園児までの被害者らと同じ多感な時期にある友人やその家族ら）に計り知れない衝撃を与え（後述）、地域社会に甚大な影響を与えたと評した。また地元紙『岩手日報』を発行する岩手日報社も、事件は岩手の事件史上まれにみる凶行として、県民に衝撃を与えたと評している。
日本の刑事裁判では死刑適用を判断するにあたり、特に殺害された被害者数を重視する傾向が強く、3人以上を殺害した場合は死刑とされる場合が多い。この流れは1983年（昭和58年）に最高裁が「犯行の動機、手口のむごさ、被害者の数、遺族の処罰感情など9項目に照らし、やむを得ない場合のみ死刑を適用できる」とする基準（通称「永山基準」）を示して以降も同様だが、親族間の殺人事件の場合は無理心中・被害者側の落ち度を認めたり、犯行の計画性を否定したりして死刑を回避する傾向が目立っている。そのため、親族間の殺人でありながら死刑が適用された本事件は例外的な事例とされる。

## 事件現場
事件現場となった民家は、犯人Kが被害者である妻子5人とともに住んでいた木造平屋建ての借家であり、種市駅（JR東日本：八戸線）から西へ100 mないし200 m西側の住宅地に位置していた（位置座標）。この家の地主はKの親類である。Kは妻であり、被害者の1人でもある女性Aと結婚した1974年（昭和49年）5月ないし同年10月からこの家に住んでいたという。
この家は事件後も、第一審判決が言い渡された時点では現場保存のため、事件当時と同じく立入禁止措置が取られていたが、同判決後の1990年12月に取り壊され、地面を深さ約1 m掘り下げられた上で新しい土が入れられた。現場の跡地は1992年の控訴審判決時点では更地（駐車場）となっている。

## 事件前の経緯

### Kの生い立ち
Kは次男として種市村（後の種市町）で出生した。Kの実家は1989年時点で種市町川尻にあり、現場となったK宅からは約800 m離れていた。
Kは地元の小学校を卒業後、1963年（昭和38年）3月、種市町立種市中学校平内分校を卒業した。Kの父親は廃船解体作業を生業としており、Kは中学卒業後、広島県・石川県・神奈川県で船の解体作業の手伝いなどに従事していた。Kは父の死後、1968年（昭和43年）ごろからは転々と船を替えながら漁船員をしたり、土木作業員などをして働いてきた。一時期は蟹工船・イカ釣り漁船に乗船したが、長続きしなかったという。また学校在学時の成績は最低に近く、第一審の公判中にKの精神鑑定を実施した保崎秀夫（後述）は、Kの知的水準は軽愚級であり、WAISでは総合IQ 65（精神遅滞）としている。村野薫 (2002) によれば、Kは読み書きが不自由なために仕事が見つからないことも多かった。一方で鹿野協亮が作成した鑑定書によれば、Kの知能指数はWAISでは総合IQ 89、鈴木・ビネー式では知能指数69と、いずれも「正常値の低域」とされている。仙台高裁 (1992) は、手紙や文章を書いたりすることが苦手であることは認められるが、日常生活では特に知的水準の低下を窺わせるような状況は認められなかったと評している。
1973年（昭和48年）ごろ、Kは胃炎で青森県八戸市内の病院へ入院したが、その際に同じ病院に入院していた女性Aと知り合って懇ろの仲になった。Aの実家は八戸市鮫町の種差海岸そばで民宿を経営しており、Aは中学校卒業後、結婚まで洋裁を習って東京や岩手県内の縫製工場で縫製工として働いていた。当初は財産もなく、生活も安定しないとの理由でAの両親から結婚に反対されたため、東京方面に駆け落ちするなどしたが、結局Aが妊娠したことから結婚を許され、1974年（昭和49年）10月4日にA（当時22歳）と入籍した。その後、K・A夫婦はKの実家近くにあった事件現場の借家に住むようになり、1975年（昭和50年）1月17日には長女Bが、1976年（昭和51年）5月13日には長男Cが、1978年（昭和53年）11月29日には次男Dが、1983年（昭和58年）4月9日には三男Eがそれぞれ誕生し、はた目には平穏な家庭生活を営んでいた。
盛岡地裁 (1990) によれば、Kは家庭内でこそ専横だったが、周囲からはむしろ「温厚な人間」と受け取られ、酒癖も悪くなく、家族思いで子煩悩な印象を与えていた。第一審の公判で証人として出廷したKの義兄（姉の夫）は、Kは飾り気がなく物事を率直に言うような性格の男であり、一緒に酒を飲んだ際も癖が悪いと感じたことはなく、また夫婦仲の不和も感じられなかったと述べている。また近隣住民によれば、Kは留守がちで近所付き合いは少なかったが、息子とよくキャッチボールをしたり、銭湯へ子供たちを連れて行ったりしたほか、近所の子供と一緒に遊ぶこともあった。

### 家庭環境の不和
しかしKは必ずしも勤勉な性格ではなく、対人関係の拙さもあって一定の船主の漁船に乗り続けることができず、転々と乗る船を替えたり、漁期の途中で次の仕事の宛もないのに下船してしまったりすることが重なった。陸上では土木作業員などをして日銭を稼いだり、失業保険金の支給を受けたりすることもあったが、育ち盛りの子供たちを抱える中で一家の収入は必ずしも安定せず、家賃すら満足に払えなかったため、妻Aが内職の針仕事をして辛うじて家計を保つという生活が続いていた。夫Kが働かず生活が困窮している中で、Aは洋裁の内職をしながら家計を助けていたが、実家に愚痴をこぼすことはなかった。
Kは1987年（昭和62年）初めごろ、船主と水揚げの精算のことで折り合いがつかなかったことや、船頭と気が合わないことなどを理由に、当時働いていた漁船から下りてしまった。それ以降は土工などとして働くこともあったが、一家を養うだけの収入はなかったため、Aの内職により辛うじて一家の糊口を凌ぐ生活をせざるを得なかった。そのため、KとAとの間でしばしば口論が起こるようになり、1988年（昭和63年）春ごろにKはAから「働きがない」と難詰されて興奮し、Aに殴る蹴るの暴行を加えたため、AがKとの生活の前途に見切りをつけ、八戸の実家に戻った上で離婚を求め、子どもたちもそれに従うという事態になった。このころには子供たちがKに殴られ、顔などに痣ができたこともあったという報道があり、実際にAの兄と姉はそれぞれ第一審の公判で、妹であるAが義弟であるKから日常的に殴る蹴るの暴力を受け、「家出したら殺してやる。家に火をつけてやる」などと首に包丁を突きつけられて脅されたり、長男Cも暴行を受けたりしていたことを証言している。Cは小学校6年生の際に作文で、「（両親が）夫婦喧嘩をしょっちゅうするのでやめてほしい」と書いたり、中学進学後も友人に「家を出たい」と話したりしていた。一方でCは留守がちであった漁船員の父親Kに代わり、家事手伝いや弟たちの世話をするなど、父親代わりに働いていたという報道もある。
この時はKが再三Aに謝罪し、以降は真面目に働き、無断で仕事を辞めたりしないことや、暴力も決して振るわないことを誓約し、Kの母親らもよく監督して誓約を守らせることをAや実家の父親らに保証したため、1か月あまりで解決し、Aや子どもたちもKのところに戻ってきた。

### 事件直前の動向
Kはしばらく上述の誓約に従い、八戸港所属の漁船に乗って漁船員として働いた。この船はイカ釣り漁船で、Kの従兄弟が漁労長を務めており、Kは彼の世話で乗船した。『朝日新聞』では、Kは1989年7月までニュージーランドのイカ釣り漁船に乗っていたと報じられている。当時は漁期の途中に船が八戸港へ寄港した際、帰宅して一家団欒をするなど平穏な生活を送っていた。1989年（平成元年）7月20日にはKの乗っていた漁船が漁期の途中で八戸港に一時寄港しており、Kはこの時に近隣住民たちに「日本海のイカです」とイカを配って回り、住民らを喜ばせていたという。
一方でKは第一審の公判（後述）で、事件の約2か月前である同年6月、Aの実家の民宿を手伝いに行った際、酒席で同席した親戚から何度もAの体について「スタイルがいい」と言われたり、「（妻同士を）取り替えよう」と言われたりしたと述べている。同月26日に船が次の漁へ出港するに際し、Kは他の漁船員の働きぶりに対する不満を理由に、出港当日に迎えに来た漁労長（Kの従兄弟）の誘いを断った。『デーリー東北』では、Kがこのころ近隣住民らに対し「これからは陸で稼ぎたい」などと話していたと報じているが、仙台高裁 (1992) によれば、Kは下船して以降も新たな仕事を見つけて働こうとはしなかった。Kの従兄弟である漁労長は控訴審の公判で、甲板員が不足していたためKを迎えに行ったが、体調が悪いと言われたため諦めたと証言しており、またその際にAとも会ったが、特に変わったことはなかったと述べている。一方でKの義兄（姉の夫）は第一審の公判で、Kは乗り組んだ漁船が故障を繰り返していたため、この船を下船してからは別の船を探していたと証言している。同日夜、Kはその事情を知った妻Aから口うるさく難詰されたことに腹を立て、Aの顔面を殴った。Kはこの時にAと喧嘩になった際、Aから他の男性と関係を持っていると聞かされたことで、Aの男性関係がいずれ子供たちにもわかると考え、「みんな死んだ方がいい」と考え、妻子を殺して自分も死のうと思ったと述べている。
このように先述の誓約がことごとく破棄された結果になったため、Aはまもなく町役場から離婚届の用紙をもらってきてKに突きつけ、離婚を迫ったりする気配を示したが、Kはその場で用紙を破り捨てた。Aもそれ以上は離婚話を持ち出さなかったため、一旦は家庭内の雰囲気も落ち着くように見えたが、Aは同月29日から30日、実家の家業である民宿を手伝うと言って八戸の実家に帰った。もともとAの実家はAとKとの結婚自体に反対しており、先の離婚騒ぎの時も離婚に積極的だったことから、Kは実家に帰ったAが再び自分との離婚について話し、実家側もそれに賛意を示しているのではないかと気を回し、穏やかでない心境になっていた。

## 事件発生

### 事件前夜
Kは事件前日の同年8月8日、Aの実家から、Aの父親（義父）が病院で検査を受けるので、翌日Aを実家の手伝いに寄越してほしいという趣旨の電話があったことを、近所に在住している実母から聞かされ、Aが実家に帰ってしまえば、いよいよ離婚させられ、前回の離婚騒ぎの時と同様に子供たちもAについて行ってしまい、自分は一人きりになってしまうのではないかという不安の思いを深めることとなった。
その日の晩、Kはそのような不安を隠したままAと一緒にウイスキーの水割りを飲みながら台所兼居間で寝込んだ。『岩手日報』は岩手県警察の取調べ結果を基に、Kは事件前夜の21時ごろからウイスキーを飲み出したが、その際にAから離婚話を持ち出されるとともに、翌日八戸の実家へ用事で帰ると言われたため、妻子5人がそのまま帰ってこなくなるのではないかと思い込み、犯行におよんだものと見られる旨を報じている。

### 妻子5人を惨殺
Kは翌9日（事件当日）5時ごろに台所兼居間で目を覚まし、Aと三男Eが寝ていた東側七畳間に入ると、Aの隣で寝直そうとした。しかし、その弾みで自身の左腕がAの右腕に触れたところ、Aがこれを跳ね除け、Kに背を向けるような動作をした。Kはその際、Aが目を動かしたように感じられたため、彼女が目を覚ましており、自身への嫌悪感をそのような態度で示したものと感じ、そのような態度に出る以上、彼女の自身との離婚の決意は固く、自分の不安は的中したものと考えて凶行におよんだ。犯行動機について、盛岡地裁 (1990) は「とっさに、同女〔A〕や子供らと別れさせられ一人になるくらいならば、〔A〕と四人の子供を道連れに自分も死んだ方がよいとの思いに駆られ」犯行を決意したと認定しているが、仙台高裁 (1992) は「〔A〕と子供らを自殺の道連れにしようとしたというよりも、〔A〕と離婚して同女や子供らを実家に取られる位なら、〔A〕と子供らを皆殺しにした方がましだというこの上なく身勝手で自己中心的かつ短絡的な意図から出た犯行」であり、「まさに被告人の反社会的性格に起因する凶悪犯罪」であると評した。
Kは勢いをつけるため、一升瓶に約7合くらい残っていた日本酒をラッパ飲みすると、自宅の神棚から凶器のマキリ（刃体の長さ約15.5 cm）を持ち出した。このマキリはKが同年7月に下船した際、乗っていた漁船から持ち帰ったもので、Kは犯行時までこのマキリを新聞紙に包んだ上で、居間兼台所に設けられていた神棚に差し込んでいた。マキリは新品かつ鋭利な刃物だったが、事件後には刃こぼれした状態で発見されている。Kは取り調べにあたり、犯行に用いる凶器としてはこのマキリ以外にも、手近な台所の包丁差しにあった別のマキリなどの刃物があったが、あえてこの新品のマキリを選んだと供述している。検察官は論告で、凶器として使い慣れていたマキリを選んで犯行を実行したと述べている。
Kはまず、自宅東側七畳間で就寝していた妻A（37歳没）を襲い、Aの首をマキリの刃が頸椎に達するほどの力を込めて少なくとも2回掻き切り、左総頸動静脈切断などを伴う頸部切創などの傷害を負わせて失血死させた。岩手医科大学医学教室教授の桂秀策が行った司法解剖により、Aの遺体は甲状軟骨、食道、左総頸動静脈が完全に切断されており、右総頸動脈も不完全ながら切断されていたことが判明した。一方でAの遺体の左指には防御損傷と認められる傷があったため、Aは殺害された際に若干の抵抗を示したが、Kの急襲に何らなすすべもなく殺害されたと思われる。次いで、Aと一緒に寝ていた三男E（6歳没）も、マキリの刃が頸椎に達するほどの力で首を掻き切り、左総頸動静脈切断を伴う頸部切創などの傷害を負わせて失血死させた。Eの遺体は甲状軟骨、左総頸動静脈が完全に切断されており、また右三角筋部前面には長さ約7 cm、幅約2.5 cmの鋭利な傷が残されていた。
その後、Kは隣接する子供部屋（西側七畳間）で就寝していた長女B（14歳没）・次男D（10歳没）・長男C（13歳没）の3人を、それぞれマキリで首を掻き切って殺害した。BとCはそれぞれ右総頸動脈切断を、Dは左総頸静脈損傷をそれぞれ伴う頸部切創などの傷を負わされ、失血死した。Bの遺体は頸部の甲状軟骨が露出し、右総頸動脈が完全に切断され、左指にも防御創と思われる鋭利な骨創を伴う組織欠損があったことから、BもAと同様に襲われた際に若干の抵抗を示したが、なすすべもなく殺害されたと思われる。またDの遺体は甲状軟骨が切断されて露出し、左総頸動静脈も損傷していたが、それ以外にも頭頂部や右鎖骨部などに鋭利な創が多数あり、右指にも防御創と思われる創があった。彼は傷が浅かったため、刺されてからもしばらくは息があり、死亡するまでの間に苦痛のあまり呻吟する声を発したか、あるいは救いを求めて別室に移動した形跡があることが窺われている。検察官は冒頭陳述で、KはDを刺した後、Dの苦しそうな息遣いを聞くに耐えず、襖を閉めたと述べている。最後に殺されたCの遺体には顔面や腹胸部、左右の上肢などに多数の創があり、特に背中には創縁の鋭利な創があったほか、左手指や掌には防御創と認められる創があった。なお検察官は冒頭陳述で、Cは弟Dが首を斬りつけられた際に目を覚まし、自分たちを殺そうとする父親から逃げ出したと述べている。これらの事実やKの捜査段階の当初の供述から考えれば、Cは驚愕のあまり逃げ惑ったが、執拗に部屋の隅まで追い詰められて背中を刺されるか切りつけられ、最終的には頸部を掻き切られ殺されたと思われる。なお犯行当時、Kは上半身裸であり、浴びた返り血は自宅の流し台で洗い、逮捕時に着ていた服装に着替えた。

## 犯行後
犯行後、Kは凶行におよんだ寝室や子供部屋から居間兼台所へ戻り、その隣室であった妻Aの仕事部屋から日本酒一升瓶を持ち出すと、その封を切って約5合の日本酒を飲み、その場で寝込んだ。Kは同日22時ごろに目を覚まし、冷蔵庫の上に置いてあったAの鞄の中から141,000円を抜き取り、洗面用具と飲み残しの酒が入った一升瓶を携えた上で、犯行現場を他人に見られないようにするため、留守を装って玄関の外側から南京錠を掛けて自転車で実家に向かい、実家で眠った。また検察官は論告で、Kは自宅の玄関を施錠しただけでなく、窓を外して屋内に戻り、犯行が発覚しないように工作したとも述べている。Kは事件翌日（8月10日）10時ごろに起床し、ちり紙にペンで「みんなつれていく ゆるせ」と書いてこれを財布の中に入れたほか、物置の中からロープを取り出し、その先端に輪を作った。Kはそのロープを持って実家近くの川尻川に架かる鉄橋（国道45号）の下に行き、ロープを橋桁の鉄骨部分に掛けるなどして自殺を図ろうとしたが、断念して実家に戻った。Kが首吊り自殺しようとしたと供述した場所を岩手県警が調べた結果、自供通り首を吊ろうとした形跡が確認されている。
その後、Kは屋敷内の木陰にござを敷いて日本酒を飲み、昼寝をするなどして過ごし、その翌日（11日）・翌々日（12日）も食事もせず、ぶらぶら過ごしていた。その間、実家の台所から持ち出したマキリで手首を切って自殺しようと考えたが、マキリを構えただけで手首に当てることもせず断念しており、その後は特に自殺を試みるようなことはなかった。Kは同月13日5時20分ごろ、自宅から約700 m離れた公衆電話から久慈警察署に電話で「妻子5人を刺し殺した」と110番通報し、自首した。遺体はその間、4日間にわたり放置されたため、発見時にはいずれも腐敗して悪臭を放ち、蛆虫が湧いていた。Kは逮捕直後、久慈署員から現場を確認させるために現場室内に入るよう求められた際には必死に抵抗しており、室内は捜査員たちが目を背けるほどの惨状になっていた。
一方でこの間、K一家の近隣住民や子供たちの同級生は、被害者たちがクラブ活動の練習や夏祭り（後述）の神輿作りに来なかったことを訝しがっていたが、当時は盆近くだったため、実家にでも帰ったのだろうと信じていた。Dは小学校のサッカークラブに所属しており、学校が夏休みに入ってからも事件翌日の10日までは練習日だったが、9日と10日には練習に来なかったという。またAと親しかった近所の主婦は、9日から自分の子供と同い年であるEが保育園に来なかったため、K宅まで様子を見に行ったが、その時は玄関に鍵がかかっており、Aたちは八戸の実家に帰ったのだろうと思っていたと証言している。

## 捜査
Kからの通報を受けて久慈署員がK宅を確認したところ、奥の2部屋（寝室・子供部屋）で死亡しているKの妻子5人の遺体を発見した。このため岩手県警捜査一課と久慈署は同日7時20分、公衆電話ボックスにいた被疑者Kを殺人容疑で緊急逮捕した。Kは公衆電話ボックスで通話していたところ、駆けつけた署員から任意同行を求められ、観念したように任意同行に応じていたという。県警は翌14日、Kを盛岡地方検察庁へ送検した。また県警は同月25日、現場にKを立ち会わせて現場検証を行った。
Kは取り調べに対し、犯行を大筋で認める供述をし、犯行に至った経緯については「〔A〕にたまたま触れた腕を振り払われたように感じた際、〔A〕に離婚され四名の子供も連れ去られるとの絶望感が一気に吹き上げ、妻子五名の殺害を決意し、その後勢い付けのために酒をラッパ飲みした」という旨を一貫して供述していた。一方で司法警察員の取り調べに対しては記憶があることを前提に、具体的な殺害の順序・方法を供述したり、検証に際して具体的な殺害行為の再現をしたりしていたが、検察官の調べに対してはそのような態度を翻し、警察の取り調べの際は殺害の状況について記憶がないのに想像で述べたので、思い出せないのが本当である旨を述べた。ただし、検察官に対してはわずかに記憶が残っているという事実をいくつか述べた際、犯行を決意したきっかけや酒をラッパ飲みした目的については、全く異議をとどめずに司法警察員に対する供述を維持していた。
また犯行の経過・動機などに関する供述が曖昧で、その裏付けに時間を要したため、盛岡地検は当初同月24日までだった拘置期限を同年9月2日まで延長した。また地検は同年8月31日、検事拘置をいったん中断、9月1日から同月28日にかけ、Kを精神鑑定のために盛岡周辺の病院に入院させて鑑定留置し、専門医が飲酒後の性格・知能程度などに関する精神鑑定を実施した。盛岡地検次席検事の片山博仁は『岩手日報』の取材に対し、この時点で起訴前に必要な捜査はほぼ終わっていることを認めた上で、責任能力について疑う余地があれば、捜査段階で十分明らかにすべきであることから、Kを起訴前に鑑定留置したという旨を説明した。
地検はこの鑑定の結果、Kの犯行時の供述には曖昧な点があるが、これは事件のショックに起因する心因性選択的健忘（思い出したくないことは忘れる）のためであり。犯行時のKは心神喪失状態ではなく、刑事責任は問えると判断。同月29日にKを殺人罪で盛岡地方裁判所へ起訴した。

## 刑事裁判
被告人Kは犯行後約1年間にわたり、被害者である妻Aの両親ら遺族に謝罪することはなく、第一審段階までは遺族らに対し、被害感情を慰謝すべき言動は取らなかった。その後、Aの父親に謝罪の気持ちを記した手紙（便箋1枚）を送ったが、その直後には同じくAの父親に対し、金の要求やAの実家の者たちに対する恨みの思いなどを便箋21枚にわたって書き綴った手紙を送った。その一方、第一審の公判で死刑を求刑された後には弁護人に対し、「どんな刑にも服したい」と話し、また「できれば妻子の墓を建ててやりたい」という心境も語っていたという。

### 第一審
刑事裁判の第一審初公判は1989年11月1日、盛岡地方裁判所刑事部（守屋克彦裁判長）で開かれた。罪状認否でKは起訴事実を認め、犯行時に多量に飲酒していたKの責任能力の程度と、Kが確定的殺意を抱いた時期が主な争点となった。
|                        | 検察官の主張                                     | 弁護人の主張                                                                       | 盛岡地裁の判断 | 仙台高裁の判断 |
| ---------------------- | ------------------------------------------------ | ---------------------------------------------------------------------------------- | --- | --- |
| 確定的殺意を抱いた時期 | 飲酒する前 飲酒は殺意を煽るため                  | 多量に飲酒した後、マキリを手に取った時                                             | まず一家心中を決意し、勢いづけのため飲酒したと認められる                                                                                        | まず一家心中を決意し、勢いづけのため飲酒したと認められる                                                             |
| 責任能力の程度         | 完全な責任能力があった                           | 心神耗弱の疑いがある                                                               | 「責任能力の問題は認められない」として完全責任能力を認定                                                                                        | 「責任能力の問題は認められない」として完全責任能力を認定                                                             |
| 量刑                   | 「動機に情状酌量の余地はなく、死刑が妥当」と主張 | 「事件当時は心神耗弱状態で、犯行後に何度も自殺を図り、自首した」として減軽を求める | 無期懲役刑を選択。 「犯行は残忍だが、真剣に自殺を考えた末の無理心中事件。強盗殺人・強姦殺人などの反社会的犯罪とは異なり、情状酌量の余地がある」 | 死刑を選択。 「真剣に自殺を考えたとは認められず、K自身の身勝手な動機による殺人で酌量の余地はない。反省の念も乏しい」 |

弁護人は初公判で、Kはもともと知的水準が低く短絡的になりやすい資質だったところ、Aとの結婚問題について煩悶して精神的疲労の極に達した状態で、たまたま触れた腕を妻Aに払いのけられたことをきっかけに、日本酒7合ほどを一升瓶から一気飲みしたことで意識朦朧状態になり、その状態で初めて兼ねて心中に伏在させていた妻子5人を道連れにした一家心中の犯意を具体化・明確化させ、本件犯行におよんだものであることから、Kは犯行時、心神耗弱の状態にあったと主張し、起訴前の簡易的な精神鑑定の結果に異議を唱え、再度の精神鑑定を申請した。

#### 保崎鑑定
同年11月15日に開かれた第2回公判で、盛岡地裁は弁護人の申請を認め、鑑定人として保崎秀夫（慶應義塾大学医学部教授、専攻は精神・神経科学）が選任された。保崎による2度目の精神鑑定は同年12月1日から1990年（平成2年）5月12日まで163日間にわたって行われ、事件当時のKの責任能力に関する精神状態と、公判時点の精神状態の2点に関する鑑定が実施された。Kはこの鑑定のため、1990年1月から同年4月26日までの間、当時拘置されていた盛岡少年刑務所から東京拘置所へ身柄を移されていた。
保崎鑑定の鑑定主文は「一、被告人は、知的水準が軽愚級と低く、それに伴い、未熟、自己中心的な性格傾向があり、関心の幅が狭く、短絡的になり易かった。二、本件犯行時、被告人は右一の状態に加えて多量飲酒による酩酊状態にあり、この状態は、複雑酩酊に近い段階まで達していたという可能性が否定しきれないように思われる。」というものであり、多量に飲酒した影響により、善悪を判断する能力やその判断に従って行動する能力に相当程度影響があったことが否定できないという趣旨だった。同鑑定書は1990年5月30日の第3回公判で提出されたが、微妙なニュアンスながら完全責任能力があったとする検察官にとっては不利な内容であり、検察官は鑑定書の証拠採用に同意しなかった。このため、弁護人は次回公判で保崎の鑑定人尋問を行うこととなった。
同年6月20日の第4回公判では、保崎の尋問が行われた。保崎は犯行時のKの精神状態について、Aから離婚書類を見せられるなど精神的に追い詰められた状態で、感情の動きが激しい「情動」の状態にあった中、犯行を決意した直後に景気づけのため、日本酒をラッパ飲みしたことでかつてないほど大量の酒を摂取し、複雑酩酊に近い段階に陥った可能性が否定できないという旨を証言した。一方、鑑定書主文の「本件犯行時」とは殺害行為を実行するなどした時点という意味であり、殺害を決意した時点や日本酒をラッパ飲みした時点を含むものではなく、それらの時点ではいずれも犯行前夜に飲んだ酒の量（ウイスキーの水割り2、3杯程度）などから考えれば、複雑酩酊の状態にあった可能性は否定されるという見解も示した。

#### その後の公判
Kは公判の途中まで、犯行直前に多量の日本酒を飲んだことについては「勢いづけのため」と供述していたが、1990年7月25日に開かれた第5回公判でその供述を翻し、寝ようとした際にAに腕を振り払われて腹が立ったためであると供述した。またKは同日の公判で、Aが自分以外の男性と関係を持っていることを仄めかしたことが事件のきっかけになったと供述した（前述）が、検察官からはそのような供述を捜査段階でしていないことや、事実ならば犯行前にそのことについてAと話し合わなかったことの不自然性、そして一家心中のつもりで犯行におよんだと自供しながら犯行後に自殺しなかったこと、および現金や洗面用具を持ち出したこと（逃走するつもりがあったことを窺わせる事実）を指摘された。それらの追及に対し、Kは「本人にとっても自分にとっても恥ずかしいし言いたくなかった。話し合えばケンカになるので、話をしたくなかった。酒を飲んでから自殺しようと思ったが、酔いが覚めたのでできなかった。その後もしようと思ったができなかった」と回答し、犯行後に逃走する意図はなかった旨を述べた。
検察官は後の論告で、これらのKのAに関する供述について、極刑を免れようと思いつきでAに責任を転嫁しようとしたものであると主張した。盛岡地裁 (1990) はKの公判中の態度について、「被告人は、公判廷において、次第に自分の行為を合理化するような気配を示し、〔A〕の身持ちをあげつらうばかりか、その醜関係の相手方として格別の根拠もなく〔A〕の義兄弟の名前をあげたり、夫婦仲が悪くなったのは、もっぱら〔A〕の実家が原因であると言い募ったりして、〔A〕の実家側の遺族の被害感情を逆なでするような供述をするようにいたり、これらの遺族に対して、被害感情を慰藉すべき行動はもとより言葉すら示していない」と評している。また仙台高裁 (1992) もこれらのKの言動に加え、Kが第一審の公判でAの実家の者たちを憎いと発言したり、Kの家族らも含めて誰も慰謝の方途を講じていないことを指摘している。

#### 死刑求刑
1990年9月12日に盛岡地裁刑事部（守屋克彦裁判長）で論告求刑公判が開かれ、検察官は被告人Kに死刑を求刑した。また、検察官は凶器であるマキリの没収も求めた。
検察官は論告で、Kが犯行時に心神喪失もしくは心神耗弱状態だった可能性を示唆した保崎鑑定について踏まえ、Kの知的水準は低いものの正常の範囲内であり、事件は自己中心的で短絡的なKの性格が起こしたものであり、供述内容の不自然さは、Kが極刑を恐れるあまり弁解しているためだと主張、Kは犯行時は心神喪失・心神耗弱状態ではなく、むしろ犯行後に外から施錠して一家で出掛けたように工作するなど、計画的に見える点があることも訴え、完全責任能力を有していたと述べた。またKが本当に自殺しようとしたのかも疑問であり、一般的に言われる無理心中事件とは趣が異なるとも指摘した上で、犯行は自己中心的な考えから何の落ち度もない妻子5人を殺害した冷酷非道なものであり、犯罪史上稀に見る残忍かつ凶悪な犯行であると主張した。その上で、犯行の発端となった離婚話はKの生活態度が招いたものであり、公判中も改悛の情を見せず、親族を逆恨みするなど更生が期待できないこと、遺族の処罰感情、事件の社会的重大性などを鑑みても情状酌量の余地はないと結論付けた。
一方、弁護人は同日の最終弁論で、無惨な殺害状況からして、犯行時のKは正常な精神状態ではなかったと主張した。その上で、犯行時のKは離婚への恐れで心労が溜まっていた上、飲酒のため複雑酩酊に近い状態に陥っており、心神耗弱状態にあったと主張し、刑を減軽するよう求めた。

#### 無期懲役判決
1990年11月16日に判決公判が開かれ、盛岡地裁刑事部（守屋克彦裁判長）は被告人Kを無期懲役とする判決を言い渡した。盛岡地裁で無期懲役判決が言い渡された事例は、1981年（昭和56年）6月に盛岡市で発生した児童の身代金目的誘拐殺人・死体遺棄事件で3被告人のうち、2人に言い渡されて以来、9年5か月ぶりだった。なお検察官の求めたマキリの没収については、マキリはKが乗船していた漁船から無断で持ち帰った物であり、Kの所有に属しない物である疑いが残るとして言い渡さなかった。
盛岡地裁 (1990) は同日の判決公判で、主文を冒頭では言い渡さず、判決理由から朗読を始めた。同地裁は判決理由で、Kは犯行を決意した直後かつ犯行におよぶ直前に勢いをつけるために日本酒をラッパ飲みしたと認定した上で、KがAへの殺意を抱いた時点では、Kは21時ごろから2、3杯のウイスキーの水割りを飲んで寝てから数時間経過して目を覚ました状態であって、その際の飲酒量や経過時間から考えればアルコールの影響は薄れていたと指摘した。また犯行動機（別れ話を持ち出されている妻に腕を振り払われたことがきっかけで、離婚の事態が深刻であることに絶望し、妻子5人を道連れに一家心中を遂げようとした）も短絡的ではあるが、一応了解可能な範囲のものと考えられ、酩酊の結果異常な心理状態に置かれたことによるものとは解し難いとも指摘、保崎の証人尋問における証言内容（前述）も踏まえ、複雑酩酊によって責任能力が低下したことを論じる余地はないと結論付けた。
またKが公判で捜査段階から供述内容を翻し、Aに触った腕を振り払われたことで腹は立ったが、そのことがきっかけで妻子を道連れにしようと思いついたことはなく、また日本酒をラッパ飲みしたのは犯行前の景気づけや勢いづけというわけではなかったという趣旨の供述をした（前述）点についても検討し、捜査段階におけるKの供述（前述）は信用できる一方、公判中の新証言は信用しがたいと指摘、さらには殺害時に切れ味の良い新品のマキリを選ぶなど、殺害の目的を遂げるために極めて統制された合理的・合目的的な行動を取っていたことや、犯行後に家人の不在を装うため自宅を施錠するなど、落ち着いた行動を取っていた点を挙げた。以上の点から、Kは犯行を決意した後にその実行を容易にするために酒に頼ったに過ぎず、「そうだとすれば、仮にその後に飲んだ酒による酩酊の程度がどの程度現れたにせよ、当初に企図した殺害の目的に合致している限りにおいて、責任能力の判定に消長を来す理由にならないことは当然であり、前期保崎証言に照らしても複雑酩酊による責任能力の低下を論ずる余地はない」と結論付け、Kに意識障害があったことを窺わせる事実もないことも踏まえ、Kは犯行時、完全責任能力を有していたことは明らかであるとして、犯行時のKは心神耗弱状態だったとする弁護人の主張を退けた。
そして量刑理由では、最高裁が1983年（昭和58年）に判示した死刑選択基準に沿って検討し、妻子5人の命を奪った犯罪および刑事責任の重大性や、「マキリという鋭利な刃物で、安らかに就寝中の妻子の頸部を、あたかも魚でも料理するかのように、ためらいの痕跡すら見せずに切り裂いている」と形容した残忍な犯行態様に加え、自らの行状の悪さからAに愛想を尽かされて離婚を求められ、いったんは懇願して家に戻ってもらいながら2年も経たないうちにその約束を反故にし、再燃すべくして再燃した離婚問題を適切に解決しようともせずに「皆を道連れにして死んだ方がましだ」という身勝手な動機から犯行におよんだものであり、その動機に同情の余地はないと評した。さらに公判でKがA側の遺族の心情を逆撫でするような言動を取ったり（前述）、慰謝のための言動も全く取っていなかったり（前述）していることから、特にAの両親や兄弟らが異口同音にAの極刑を望んでいることも考慮すれば、有期懲役刑は軽すぎ、検察官による死刑の求刑も重すぎるとは言えないと評した。
しかし他方で、事件については「どのような角度からも正当化する余地のない重大な犯罪」ではあるが、「その本質は、自らの死を決意するとともに家族をも道連れにしようとしたいわば無理心中の事件であり、どちらかといえば、被告人の反社会性というより非社会的な不適応性が表面に浮かび上がる事件であることも否定できない。」と評し、通常死刑の対象となることが多い強盗殺人、強姦殺人および誘拐殺人など「共同社会に正面から敵対する犯人の強固な犯罪性が示され、一般社会が同種再犯の危険におののくような凶悪な犯罪」とは類型を著しく異にすることがあることは否めないとも評した。また、周囲から家族思いで子煩悩な印象を与えていたKが、自分を支えるべき家族の絆が立たれようという状況に逆上して犯行におよんだという旨も指摘し、「同じ家族に対する犯罪としても、例えば保険金目当ての利欲犯罪とか異常な性犯罪のように、一般人に対する犯罪と同様の凶悪性を感じさせる犯罪と同視することはできない」とも評し、その点ではこの事件に対する社会の処罰感情は「一般の凶悪事案に比して微妙に異なるものがあることは否定できないと思われる。」と指摘した。また、犯行の遠因となったKの「怠惰、粗暴、短絡的で自己中心的な行動傾向」は、「被告人の十全とは言い難い知能水準や性格の偏りという人格面での障害に起因することが否定できないこと、相手の身になっての真の愛情ではなく、自己中心的で身勝手なものではあったにしても、被告人が被告人なりに〔A〕や四人の子供に愛情を注いでいたことは事実と認めざるを得ず、現在ではそのように愛する妻子を自らの手にかけたことについて、それなりの反省の思いと、妻子すべてを失い一人取り残された悲哀の念にさいなまれながら、獄舎において手にかけた妻子の冥福を祈る日々を送っている様子が窺えること、必ずしも勤勉であったとは言い難いにしても、過去においてはそれなりに勤労生活に従事し、道路交通法違反の罰金刑の前科が1件あるのみで、不良無頼の徒とはいささか異なるところがあること、前記のように自首した事案であること、など被告人に有利に汲むべき事情もいくつか認められる。」と指摘し、「死刑が究極の刑であることを考えれば、極刑である死刑をもって臨まなければ国民の正義の観念に反することになるとまでは言い難いものがある」と結論付けた。
Kは当時43歳だったが、事件当時と比べて非常にやつれ、まるで初老のように白髪が増えていたという。同日の盛岡市街地は初氷が張る寒い朝だったが、死刑が求刑された重大事件の判決公判であることから、同日は開廷の30分以上前から傍聴券を求める市民の列が盛岡地裁の西側入口にできており、このように傍聴人の列ができることは同地裁では珍しいことであると報じられている。同日の公判はKやAそれぞれの親類たちも傍聴しており、Kといっしょに働いた親類の1人は判決理由の最後で「無期懲役に処することとした」と読み上げられた際、安堵の表情を浮かべていた。またKは判決宣告終了後、弁護人から判決に対する感想を尋ねられ、小声で「ありがとうございました」と述べていた。一方で公判を傍聴していたAの遺族は、今後も同種の事件が起きることが考えられるとして、無期懲役の量刑については「軽すぎる」と不服の意を述べていた。
盛岡地検は同月30日付で、量刑不当を理由に仙台高等裁判所へ控訴し、被告人Kの弁護人（松下壽夫）も同日付で控訴した。弁護人の松下は判決後、事実認定および量刑については納得の意向を示しつつも、「心神耗弱」の主張が認められなかった点は不満であると語っており、控訴期限の30日にKとの接見を試みたができなかったため、独断で控訴に踏み切った上で、Kの意向を確認後に取り下げるかどうかを判断するとしていた。ただし、K本人は弁護人に「私は一審判決に不服はないので控訴するつもりはなかった」という心境を綴った手紙を送っている。一方で盛岡地検は、事実認定や刑事責任能力についての主張はほぼ認められたと受け取っていたが、量刑については控訴期限直前まで検討した末、控訴に踏み切った。

### 控訴審
控訴審は仙台高裁刑事第2部（渡邊達夫裁判長）に係属し、初公判は1991年（平成3年）6月20日に開かれた。検察官は控訴趣意書で、この事件は最高裁が示した死刑適用基準に照らし、いずれの観点から見てもKの刑事責任は重大であり、Kに反省悔悟の念が認められないこと、被害者遺族の被害感情が未だに深刻であること、社会的影響が甚大であることなどの犯情を考慮すれば、犯罪史上稀にみる残虐極まる凶悪重大犯罪であり、極刑もやむを得ない事案であると主張。単なる家庭内の無理心中事件ではなく、本来庇護すべき家族5人を理不尽にも皆殺しにした事件で、原判決の量刑（無期懲役）は他の類似事犯との量刑の均衡も考慮しておらず、あまりにも軽いという旨を訴えた、通常の凶悪事件に極めて近似している点を訴え、立証していく方針を示した。一方、弁護人は控訴趣意書でKが深く反省していることを挙げ、無期懲役は不当に重いと主張した。この初公判以来、公判は結審までに計7回にわたって開かれた。
同年7月23日、青森地方裁判所八戸支部で検察官の申請した証人（Aの遺族ら4人）に対する証人尋問が行われた。この証人尋問は裁判長の渡邊が同地裁支部へ出張して行ったもので、証人4人はいずれも被害感情が強く、極刑を望んでいたという。同年9月2日の第2回公判ではこの証人尋問の趣旨説明が渡邊からなされた後、事件当時Kを取り調べた久慈署の担当警察官に対する証人尋問が行われた。この警察官は検察官の申請した証人で、当時のKの供述態度について、かなりの部分を覚えて証言していたが、殺害の場面になると思い出すのを躊躇ったためか俯いて沈黙することがあり、その際には自分が「こんな感じか」と動作で示し、違うならば「違う」と答えさせるなどした上で調書化したと証言した。
同年10月3日の第3回公判で、弁護人の申請していた証人であるKの従兄弟（漁労長）に対する尋問が行われ、従兄弟はK夫婦の仲については良好に映っており、航海中に事件を知って驚いたという旨を供述したが、Kの親族が遺族に慰謝するなどの話を聞いているかという質問に対しては「聞いていない」と答えた。
同年11月18日の第4回公判では被告人質問が行われ、Kは弁護人の質問に対し、第一審で無期懲役になったことについては「ありがたく思っている」と述べた上で、妻子を憎いと思ったことは一度もなく、殺した理由もわからないと供述した一方、妻子には済まないと思っており、墓を建ててやりたいなどと述べた。一方、検察官はKの供述内容と犯行後の動向に関する矛盾点（「犯行後眠り込んだ」と供述しているが、テーブルには犯行翌朝の新聞や食事の食べ残しが上がっており、留守を装うため静かにしていたとも考えられる点や、犯行後に自殺しようとしたという供述と相反する点など）を追及したが、Kはこれらの追及に対し、犯行後に自殺しようとしたことは本当であると反論した。続く第5回公判は12月13日に開かれ、検察官はKが首吊り自殺を試みたとする現場の状況や、その際に用いたロープの長さの状況などから、本当は自殺するつもりなどなかったのではないかと追及したが、Kは途中まで死のうと思っていたが、首を吊ろうとしたら苦しくなったので断念したと反論した。
1992年（平成4年）2月3日の第6回公判（最終弁論前最後の公判）で、Kは裁判官から事件直前の様子、殺害時の状況などに関する質問を受け、警察で取り調べを受けた際は「こうか」「ああか」などと問い詰められて「そんな気がする」と述べており、自身の記憶に基づく供述はできていなかったと述べた。また事件前から妻子を殺害しようと考えていたわけではなく、Aと喧嘩になった際に死んだ方がいいと思って衝動的に犯行におよんだが、犯行後に家を出る際、現金や洗面用具まで持ち出した理由などについては「わからない」と回答した。
同年3月19日に検察官と弁護人それぞれの最終弁論が行われ、控訴審の公判は結審した。検察官は犯行について、妻子を後に残すことを心底不憫に思って殺害した無理心中事件ではなく、犯行動機に同情の余地はなく、殺害方法も極めて残虐であると主張。Kが犯行後に自殺を図ったとする供述についても不合理・不自然であり、自殺する意思はなかったと認められると主張した。そして犯行後の情状についても、自身の刑事責任を少しでも軽くするため妻Aの名誉を踏みにじり、反省の念が見られないこと、遺族の処罰感情が峻烈であることを挙げ、他の同種事件と比較しても第一審判決は軽すぎると主張し、第一審判決の破棄と死刑適用を求めた。一方で弁護人は、死刑は日本国憲法第36条が禁じている「残虐な刑罰」に該当し、それを定めた刑法第199条（殺人罪）は憲法違反である旨を主張した上で、Kは知的水準が低く、他人に対し論理的に謝罪する言葉も持っていないと思慮される一方、犯行後に自首するなど反省が認められると主張した。また遺族への慰謝についても、資産が全く無いため不可能である旨を訴え、第一審と同じく無期懲役刑を求めた。
控訴審でKの弁護人を務めた服部耕三は、当時のKの様子について、収監先の宮城刑務所仙台拘置支所で1日3回、北を向いて手を合わせて拝んでいると聞いており、被害弁償・文章など目に見える形ではなくても、心の中で深く反省していたと思うと述べている。

#### 死刑判決
仙台高裁刑事第2部は1992年6月4日、原判決を破棄自判して被告人Kを死刑とする判決を言い渡した。裁判長は渡邊達夫、陪席裁判官は泉山禎治・堀田良一である。仙台高裁が盛岡地裁の無期懲役判決を破棄して死刑判決を言い渡した事例は、1965年に盛岡市でアパート経営者が殺害された強盗殺人事件について、1966年（昭和41年）9月に言い渡された控訴審判決（最高裁で死刑確定）以来だった。
仙台高裁 (1992) は、原判決が「凶悪・残忍の極み」と判示した犯行態様を踏まえた上で、その犯行動機はKの供述する「親が死んだ後に残される子供らがかわいそうであるから殺害した」というものではなく、そのようなKの弁解は、従前のKの生活態度や言動から鑑みて「子供の人格を無視し、子供を親の私物化する余りにも身勝手な言い分」であると評し、「本件犯行の動機は単に自己の意のままにならない事態となつたことに対し、激情の赴くまま家族皆殺しを図つたというのが事の真相であつて、親心から殺害行為に及んだなどとは到底認められない。」と指摘した。加えて5人が惨殺された結果の重大性、被害者らには全く落ち度が認められないこと、遺族の処罰感情の厳しさなどから「被告人に対しては自由刑をもつて臨むにはもはやその限界を超えているのではないかと考えられる」と評した上で、原判決の「自らの死を決意するとともに家庭をも道連れにしようとした無理心中の事件」「被告人の反社会性というより非社会的な不適応性が表面に浮かび上がる事件であることも否定できない」という判示を否定し、Kが犯行後に直ちに自殺を企てていない点、それから4日後に自首するまでの間に何度も自殺する機会と方法があったにもかかわらず、真剣に自殺しようとした形跡が認められないことを指摘し、Kは犯行時に「真剣に自らの死を決意したというにはほど遠く、ただ漠然と自分も死んだ方がよい、あるいは生きては行けないと考えた」に過ぎないと指摘した。その上で、この事件は「例えば、親が何らかの事情によつて自殺の途を選ばなければならない状況に追い込まれたときに、心身に重篤な疾病をもち他人の介助を必要とする子供をその道連れにするといつた、加害者たる親と被害者たる子供の置かれた境遇にそれなりの世間の同情を誘ういわゆる家庭内無理心中事件などとは全く性格を異にするもの」であり、Kは心底から妻子を自殺の道連れにしようとしたわけではなく、その本質は「〔A〕と離婚して同女や子供らを実家に取られる位なら、〔A〕と子供らを皆殺しにした方がましだというこの上なく身勝手で自己中心的かつ短絡的な意図から出た犯行」「まさに被告人の反社会的性格に起因する凶悪犯罪」であると評した。
また原判決が、Kが犯行におよんだ遠因である「怠惰、粗暴、短絡的で自己中心的な行動傾向」が、「十全とは言い難い知能水準や性格の偏りという人格面での障害に起因することは否定できない」と判示した点についても、日常生活では特にKの知的水準の低下を窺わせる状況が認められなかったこと、また特に精神病質人格や異常人格とは認められなかったことから、それらの知的水準や性格傾向などは大きく量刑に影響するものではないと指摘した。さらに、Kがこのような重大な犯罪を犯しながら、Aや彼女の実家に責任を転嫁するような言動を取っていること（前述）や、犯行後のAの遺族に対する態度（前述）などを指摘し、Kには真の反省の情があるか疑わしく、そのような事情も十分に考慮すべきであると評した。
以上のように、仙台高裁 (1992) は原判決が極刑を避けるべき理由として挙げた点の多くを「判断の誤りであるか、その理由となり得ないもの」と評し、また弁護人が憲法第36条を根拠に主張する死刑制度違憲論も最高裁の判例で否定されていることから、死刑はまことにやむを得ない場合における究極の刑罰であり、その適用は慎重に行わなければならないことを鑑みても、Kに対しては極刑をもって臨まざるを得ず、Kを無期懲役に処した原判決は犯行の本質を見誤り、犯行の凶悪性・残虐性・結果の重大性をことさら軽視し、量刑を不当に誤ったものであるため、破棄を免れないと結論付けた。
Kは判決の前日、収監先の仙台拘置支所で弁護人から「最悪の事態を考えておいてほしい」と伝えられており、死刑判決を言い渡された際も動揺した様子は見られなかったという。一方、Kは10か月におよんだ控訴審の審理で一度も自身の胸の内を語らなかったとも報じられている。八戸に住んでいたAの遺族は控訴審の公判をそれまでほとんど欠かさず傍聴していたが、この判決公判には姿を見せなかったという。

### 上告中に病死
Kの弁護人を務めていた服部は判決後、死刑を違憲とする主張が認められなかったことへの不服の意を述べ、K自身も服部に対し上告の意向を示した。Kは翌日（6月5日）、最高裁へ上告した。このため、事件の決着は死刑制度の是非論も含めて最高裁の判断に委ねられることとなったが、Kは同年10月6日夜、拘置先の仙台拘置支所で体調を崩して国立仙台病院（宮城県仙台市）へ入院し、同月16日午後に同病院で死亡した（45歳没）。『朝日新聞』によれば、Kは6日に宮城刑務所内でくも膜下出血を起こして倒れたという。また村野薫 (2002) は、Kの父や2人の姉がいずれも同じ病気で倒れたり死亡しており、K自身も獄中で「自分もアタルのでは」と強く恐れていた旨を述べている。
Kが死亡したため、刑事訴訟法第339条に基づき、事件は公訴棄却されることとなり、最高裁第三小法廷（佐藤庄市郎裁判長）は同年11月13日付で、公訴棄却の決定を出した。

## 事件の影響
事件後、殺害されたKの子供たちと同年代の子供を持つ親たちからは、事件が我が子に与える影響を心配する声が相次いだ。
種市町では同月17日、事件現場に近い種市駅を主会場に7回目の夏祭りが開かれる予定だったが、事件を受けてK宅の属していた地区である「種市4区」は祭りへの不参加を決め、祭り自体も町長の関根重男が実行委員会役員に中止を申し入れた。Dらが夏祭りに向けて製作していた子供神輿は、同月16日夜に行われた灯籠流しの際、4区の住民らが江戸ヶ浜海岸へ運び、供養のために燃やした。
また、種市町では被害者の子供3人が通っていた種市小・種市中も含め、全14小中学校（8小学校・6中学校）が同月15日に緊急集会を開いて児童生徒・教職員に事件を報告、各校で追悼集会を開いた。第一審判決を報じた地元紙『デーリー東北』の紙面には、無期懲役の判決を冷ややかに受け止める住民の声や、関根の「悲しい事件で心を痛めておりました。二度とこのような事件が起こらないよう祈るのみです」というコメントが掲載されており、地元である種市町では当時も事件の記憶が依然として残っていることが報じられていた。一方で控訴審判決が言い渡された当時の同紙では、現場の家が既に解体されていたことや、地元住民の間に「あまり思い出したくない」というムードが広がっていたことなどから、町では既に事件の衝撃が風化しつつあり、死刑判決が言い渡されたにもかかわらず町民の反応は冷静であったことが報じられている。

## 評価
『デーリー東北』は事件後、この事件と同時期に社会を震撼させていた宮﨑勤による連続幼女誘拐殺人事件の2事件について言及し、宮崎による事件のような異常性格に基づく殺人事件は例外的なものであり、多くの殺人事件はこの妻子殺害事件を含め、逆上したことで犯行におよんだ事件が多く、そのような事件を犯した人物は子供時代のしつけに問題があるであろうことを指摘した上で、近年では「生命の貴さ、命の尊厳」に対する認識が薄れつつあり、それが自己の感情を制御できない者による殺人事件の多さの要因となっているのではないかと評している。
『岩手日報』久慈支局長の藤原敬之は、事件発覚まで被害者であるKの子供たちがクラブ活動の練習などに来なかったにもかかわらず、彼らの同級生が「実家にでも帰ったもの」と信じていた点について、事件当時は長期不在の際に隣近所に声を掛ける習慣が廃れていたことを指摘した上で、事件の一因にはK夫婦が積極的に外に向かって心を開かなかったこともあるが、核家族化の進行で地域社会のつながりが薄くなりつつあり、K夫婦には近くに悩みを打ち明けられる人がいなかったという状況を指摘し、事件は地域社会の在り方も問いかけていると評している。
捜査に携わった久慈警察署長の高舘牧夫は、Kは妻子への憎しみ故に犯行におよんだわけではなく、「大切なもの（家族）を失うくらいなら、いっそ自分の手で壊してしまえ」という心境に追い詰められた末に犯行におよんだのであろうと考察している。

### 判決に対する評価
神田宏は、盛岡地裁 (1990) は犯行態様が凶悪・残忍であることを強調しながらも、他方で事件の性質はKの「《非》社会的」な不適応性が浮かび上がる無理心中事件であって凶悪犯罪とは異なる類型であると評した上で、社会の処罰感情、人格障害、反省悔悟、さしたる前科がない点といった事情をKにとって有利な事情として強調し、無期懲役を選択した一方、仙台高裁 (1992) は原審と同じく犯行態様の悪質性を強調しただけでなく、動機は短絡的・自己中心的なものであり、Kの「《反》社会的」な性格に起因する凶悪犯罪と評した上で、Kの改善可能性には特段触れず、また犯行の結果が重大かつ深刻なものであることを主たる理由として死刑を言い渡したと評している。また、死刑と無期懲役の分水嶺に関しては「犯罪の客観面」（犯罪行為そのものの情状）と「犯罪の主観面」（犯人に関する情状および犯罪後の情状）のどちらをより強調するかが鍵となっており、死刑判決は前者を、無期懲役判決は後者をそれぞれ重視した評価をしている、という旨の研究に着目した上で、盛岡地裁 (1990) はKの主観的情状を強調した結果、それが客観的事情に影響した可能性が否定しきれないが、仙台高裁 (1992) は主観的情状と客観的情状を区分して論じたものであり、死刑存廃の議論はともかく、盛岡地裁 (1990) よりも仙台高裁 (1992) の判断の方が妥当であろうという私見を述べている。
菊池さよ子は、1997年に高裁で言い渡された2件の夫による妻子3人殺害事件の判決（無期懲役とした第一審判決を支持）および、それらの事件について（当時、控訴審で無期懲役判決が言い渡された死刑求刑事件に対して積極的に上告を行っていた）検察側が上告しなかったことについて言及し、夫婦間の不和が原因の事件では刑が軽くなる傾向があることや、検察当局が過去の死刑確定事件の例と比較して上告の可否を判断している（＝過去と死刑確定事件と類似した事件についてのみ上告している）可能性を指摘した上で、仮にそれらの事件と同様に妻子を殺害した事件である本事件の犯人Kが上告中に病死せず、最高裁で死刑確定を迎えていた場合、先述の2判決のような妻子殺害事件の判断にもその判例が影響していただろうという可能性を指摘している。

## 関連書籍
- 法務省大臣官房司法法制部 編『法務年鑑 平成元年』法務省、1990年9月、100頁。